# Список глав государств в 899 году
Список глав государств в 898 году — 899 год — Список глав государств в 900 году — Список глав государств по годам

## Азия
- Аббасидский халифат — Абдуллах аль-Мутадид, халиф (892 — 902)
  -  Алавиды — Мухаммад ибн-Зейд, эмир (884 — 900)
  -  Зийядиды — Ибрагим ибн Мухаммад, эмир (859 — 902)
  -  Саджиды — Мухаммед Афшин, афшин (889 — 901)
  -  Саманиды — Исмаил Самани, эмир (892 — 907)
  -  Саффариды — Амр ибн Лейс, эмир (879 — 901)
  -  Табаристан (Баванди) — Шервин II, испахбад (896 — 930)
  -  Хамданиды — Аль-Хасан ибн Хамдан, эмир (895 — 916)
  - Яфуриды — Асад I ибн Ибрахим, имам (898 — 944)
- Абхазское царство — Константин III, царь (898/899 — ок. 916)
- Армения (Анийское царство) — Смбат I, царь (891 — 914)
- Бохай (Пархэ) — Да Вэйцзе, ван (894 — ок. 907)
- Вайтхали[англ.] — Тюла Тенг Санда, царь[англ.] (884 — 903)
- Грузия —
  - Кахетия — Квирике I, князь[англ.] (893 — 918)
  - Тао-Кларджети — Адарнас I, царь (888 — 923)
    - Ашот I, эристави (Тао) (896 — 918)
    - Баграт I, мампали (Кларджети) (889 — 900)

  - Тбилисский эмират — Джаффар I бен Али, эмир (880 — 914)
- Индия — 
  - Венги (Восточные Чалукья) — Бхима I, махараджа (892 — 921)
  - Гурджара-Пратихара — Махендрапала I, махараджа (890 — 910)
  - Западные Ганги — Рашамалла II, махараджа (870 — 907)
  - Качари[англ.] — Ворахи, царь[англ.] (885 — 925)
  - Кашмир — Самкараварман, царь[нем.] (883 — 902)
  - Пала — Нараянапала, царь (855 — 908)
  - Пандья — Парантака Виранарайана, раджа (880 — 900)
  - Парамара[англ.] — Вакпатирайя I, махараджа[англ.] (893 — 918)
  - Раштракуты — Кришнараджа II Акалаварша, махараджадхираджа (878 — 914)
  - Чола — Адитья I, махараджа (881 — 907)
  - Ядавы (Сеунадеша) — Сеуначандра I, махараджа (870 — 900)
- Индонезия — 
  - Матарам (Меданг) — Балитунг, шри-махараджа (898 — 910)
  - Сунда — Виндусакти Прабу Деваген, король (895 — 913)
- Камарупа — Тьягасимха, царь (880 — 900)
- Караханидское государство — 
  - Базир Арслан-хан, хан (893 — 920)
  - Огулчак Арслан-хан, хан (893 — 940)
- Китай (Династия Тан) — Чжао-цзун (Ли Е), император (888 — 904)
- Кхмерская империя (Камбуджадеша) — Яшоварман I, император (889 — 910)
- Наньчжао — Сяоай-хуанди (Мэн Шуньхуачжэнь), ван (897 — 902)
- Паган — Танне, король[англ.] (878 — 904)
- Раджарата (Анурадхапура) — Сена II, король (866 — 901)
- Силла — Хёгон, ван (897 — 912)
- Тямпа — Джая Синхаварман I, князь (ок. 898 — ок. 903)
- Ширван — Мухаммад ибн Хайсам, ширваншах (881 — 912)
- Япония — Дайго, император (897 — 930)

## Африка
- Гао — Косой, дья (ок. 890 — ок. 920)
- Берегватов Конфедерация — Абу Гафир Мухаммад, король (ок. 888 — ок. 917)
- Идрисиды — Йахья ибн Хасан ибн Идрис ас-Сагир, халиф Магриба (880 — 904)
- Ифрикия (Аглабиды) — Абу Исхак Ибрахим ибн Ахмад, эмир (875 — 902)
- Канем — Хартсо (Аритсе), маи (ок. 893 — 942)
- Макурия — Асабис, царь (ок. 892 — ок. 912)
- Некор[англ.] — Саид II ибн Салих, эмир[англ.] (864 — 916)
- Рустамиды — Юсуф Абу Хатим ибн Абуль-Йакзан, имам (894 — 906)
- Сиджильмаса — Йльяс ал-Мунтасир, эмир (883 — 909)
- Тулунидов государство — Харун, эмир (896 — 904)

## Европа
- Англия — 
  - Альфред Великий, король (871 — 899)
  - Эдуард Старший, король (899 — 924)
  - Восточная Англия — Эохрик, король (890 — 902)
  - Думнония — Алонор ап Элуйд, король (890 — 900)
  - Йорвик — 
    - Зигфрит, король (895 — 899)
    - Кнут, король (899 — 900)
    - Этельвальд, король (899 — 902)
- Болгарское царство — Симеон I Великий, князь (893 — 918)
- Венгрия — Арпад, князь (надьфейеделем) (889 — 907)
- Венецианская республика — Пьетро Трибуно, дож (888 — 911)
- Верхняя Бургундия — Рудольф I, король (888 — 912)
- Византийская империя — Лев VI, император (886 — 912)
- Волжская Булгария — Алмуш, хан[англ.] (ок. 895 — ок. 925)
- Восточно-Франкское королевство — Арнульф Каринтийский, король, император Запада (887 — 899)
  - Бавария — Арнульф Каринтийский, король (887 — 899)
  - Паннонская марка — Арибо, маркграф (871 — 909)
  - Саксония — Оттон I Сиятельный, герцог (880 — 912)
  - Тюрингия — Бурхард, герцог, маркграф Сорбской марки (893 — 908)
- Гасконь — Гарсия II Санше, герцог (ок. 893 — ок. 930)
- Дания — Зигфрид, король (873 — 903)
- Западно-Франкское королевство — Карл III Простоватый, король (898 — 922)
  - Аквитания — Гильом I Благочестивый, герцог (893 — 918)
  - Ампурьяс — Суньер II, граф  (862 — 915)
  - Ангулем — Алдуин I, граф (886 — 916)
  - Барселона — Вифред II, граф (897 — 911)
  - Бесалу — Радульфо, граф (ок. 898 — ок. 920)
  - Бретань — Ален I Великий, король (877 — 907)
    - Ванн — Ален I Великий, граф (877 — 907)
    - Нант — Ален I Великий, граф (877 — 907)

  - Бретонская марка — Роберт I, маркиз (888 — 922)
  - Бургундия — Ричард I Заступник, герцог (899 — 918)
  - Вермандуа — Герберт I, граф (896 — ок. 902)
  - Готия — Гильом I Благочестивый, маркиз (886 — 918)
  - Каркассон — Акфред I, граф (879 — 906)
  - Конфлан — Миро II Младший, граф (897 — 927)
  - Мэн — Роже, граф (886 — 893, 895 — 900)
  - Овернь[англ.] — Гильом I Благочестивый, граф (886 — 918)
  - Пальярс и Рибагорса — Рамон I, граф (872 — 920)
  - Париж — Роберт I, граф (888 — 922)
  - Пуатье — Адемар, граф (892 — 902)
  - Руссильон — Суньер II, граф (896 — 915)
  - Руэрг — Раймунд II, граф (898 — 906)
  - Серданья — Миро II Младший, граф (897 — 927)
  - Труа — Ричард I, граф (894 — 921)
  - Тулуза — Эд, маркграф (886 — 918)
  - Урхель — Сунифред II, граф (897 — 928)
  - Фландрия — Бодуэн II, граф (879 — 918)
  - Шалон — Манасия I Старый, граф (887 — 918)
- Ирландия — Фланн Синна, верховный король (879 — 916)
  - Айлех — Домналл мак Аэда, король (887 — 911)
  - Дублин — Ивар II, король (896 — 902)
  - Коннахт — Тадг I, король (888 — 900)
  - Лейнстер — Кербалл мак Муйрекан, король (885 — 909)
  - Миде — Фланн Синна, король (877 — 916)
  - Мунстер — Фингуне Гусиная Голова, король (896 — 902)
  - Ольстер — 
    - Кенн Этиг мак Лехлобайр, король (896 — 900)
    - Аэд мак Эохокайн, король (898 — 919)
- Испания —
  - Арагон — Галиндо II Аснарес, граф (893 — 922)
  - Астурия — Альфонсо III Великий, король (866 — 910)
    - Алава — Муньо Велас, граф (883 — 921)
    - Бургос — Гонсало Фернандес, граф (899 — 915)
    - Кастилия — Муньо Нуньес, граф (899 — 901, 904 — 909)

  - Кордовский эмират — Абдаллах, эмир (888 — 912)
  - Наварра — 
    - Фортун Гарсес, король (882 — 905)
    - Иньиго II Гарсес, король (882 — 905)
- Италийское королевство — Беренгар I Фриульский, король Италии (888 — 924)
  - Иврейская марка — Анскар I, маркграф (888 — 902)
  - Сполето — Альберих I, герцог (898 — 922)
  - Тосканская марка — Адальберт II Богатый, маркграф (886 — 915)
  - Фриульская марка — Беренгар I, маркграф (874 — 924)
- Италия —
  - Беневенто — Радельхиз II, князь (881 — 884, 897 — 900)
  - Гаэта — Доцибил I, консул[англ.] (890 — 906)
  - Капуя — Атенульф I, князь (887 — 910)
  - Неаполь — Григорий IV, герцог (898 — 915)
  - Салерно — Гвемар I, князь (880 — ок. 900)
- Киевская Русь (Древнерусское государство) — Олег Вещий, великий князь Киевский, князь Новгородский (882 — 912)
- Критский эмират — Мухаммад, эмир (895 — 910)
- Лотарингия — Цвентибольд, король (895 — 900)
  - Эно (Геннегау) — Сигард, граф (898 — 920)
- Моравия Великая — Моймир II, князь (894 — 907)
- Норвегия — Харальд I Прекрасноволосый, король (872 — 930)
- Папская область — Иоанн IX, папа римский (898 — 900)
- Португалия — Эрменгильдо Гутьеррес, граф (895 — ок. 911)
- Приморская Хорватия — Мунцимир, герцог (892 — 910)
- Прованс (Нижняя Бургундия) — Людовик III Слепой, король (887 — 928)
  - Вьенн — Гуго Арльский, граф (ок. 896 — 926)
- Сербия — Петар Гойникович, князь (892 — 917)
- Уэльс —
  - Брихейниог — Грифид II, король (ок. 890 — 900)
  - Гвент — Брохвайл ап Мейриг, король (880 — 920)
  - Гвинед — Анарауд ап Родри, король (878 — 916)
  - Гливисинг — Оуайн ап Хивел, король (886 — 930)
  - Дивед — Лливарх, король (893 — 904)
  - Сейсиллуг — Каделл ап Родри, король (872 — 909)
- Хазарский каганат — Вениамин, бек (ок. 880 — ок. 920)
- Чехия — Спытигнев I, князь (894 — 915)
- Швеция — Бьёрн Эриксон, конунг (882 — 932)
- Шотландия (Альба) — Дональд II, король (889 — 900)

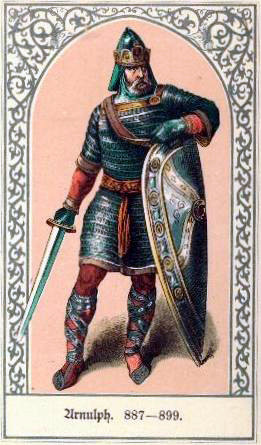
Арнульф Каринтийский 887-899 Король Восточно-Франкского королевства
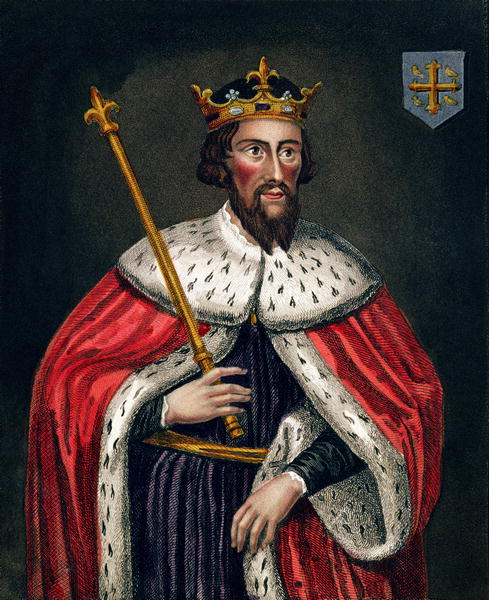
Альфред Великий 871-899 Король Уэссекса
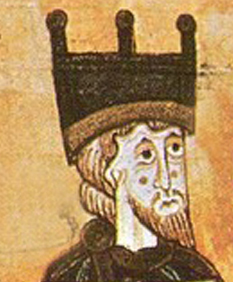
Альфонсо III Великий 866-910 Король Астурии
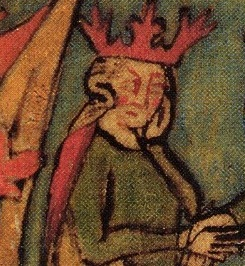
Харальд I Прекрасноволосый 872-930 Король Норвегии
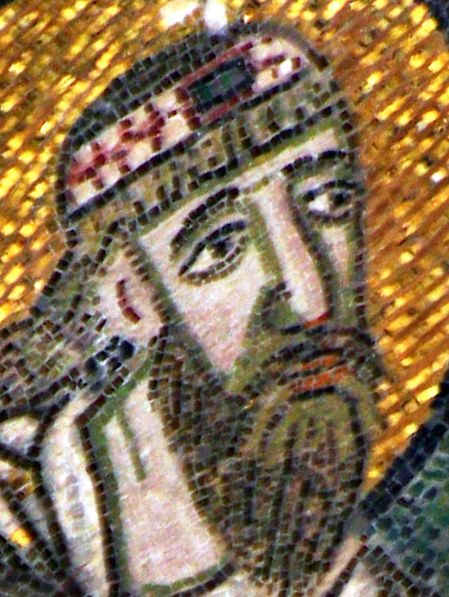
Лев VI 886-912 Император Византии
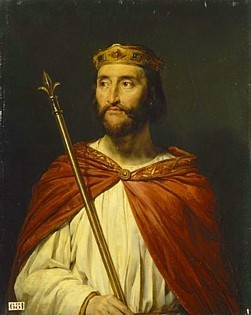
Карл III Простоватый 898-922 Король Западно-Франкского королевства
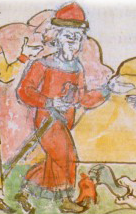
Олег 879-912 Князь Киевский
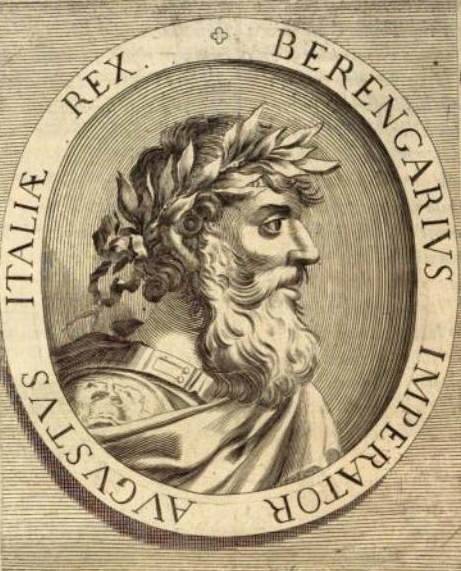
Беренгар I Фриульский 888-924 Король Италии
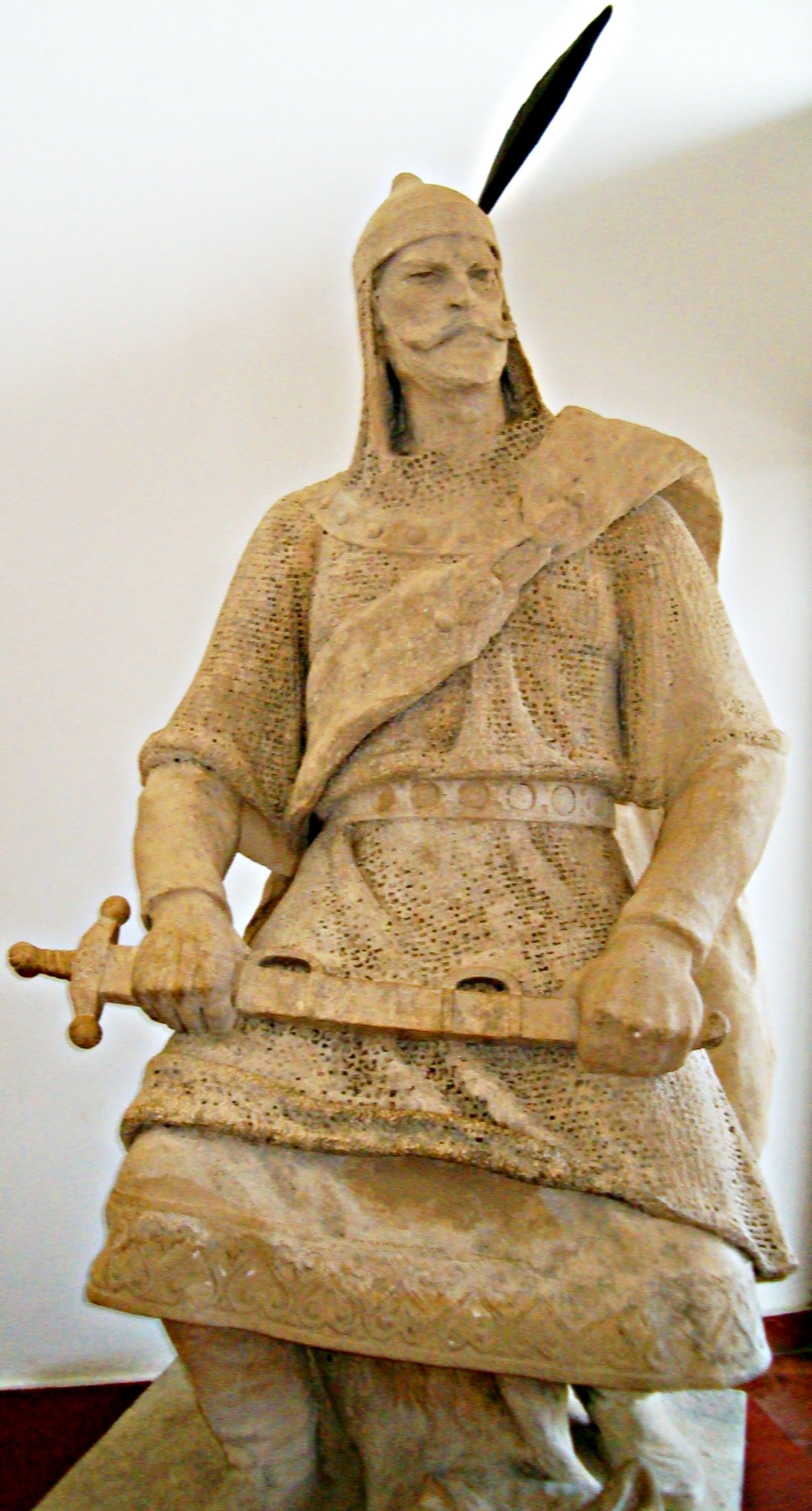
Арпад 889-907 Князь венгров
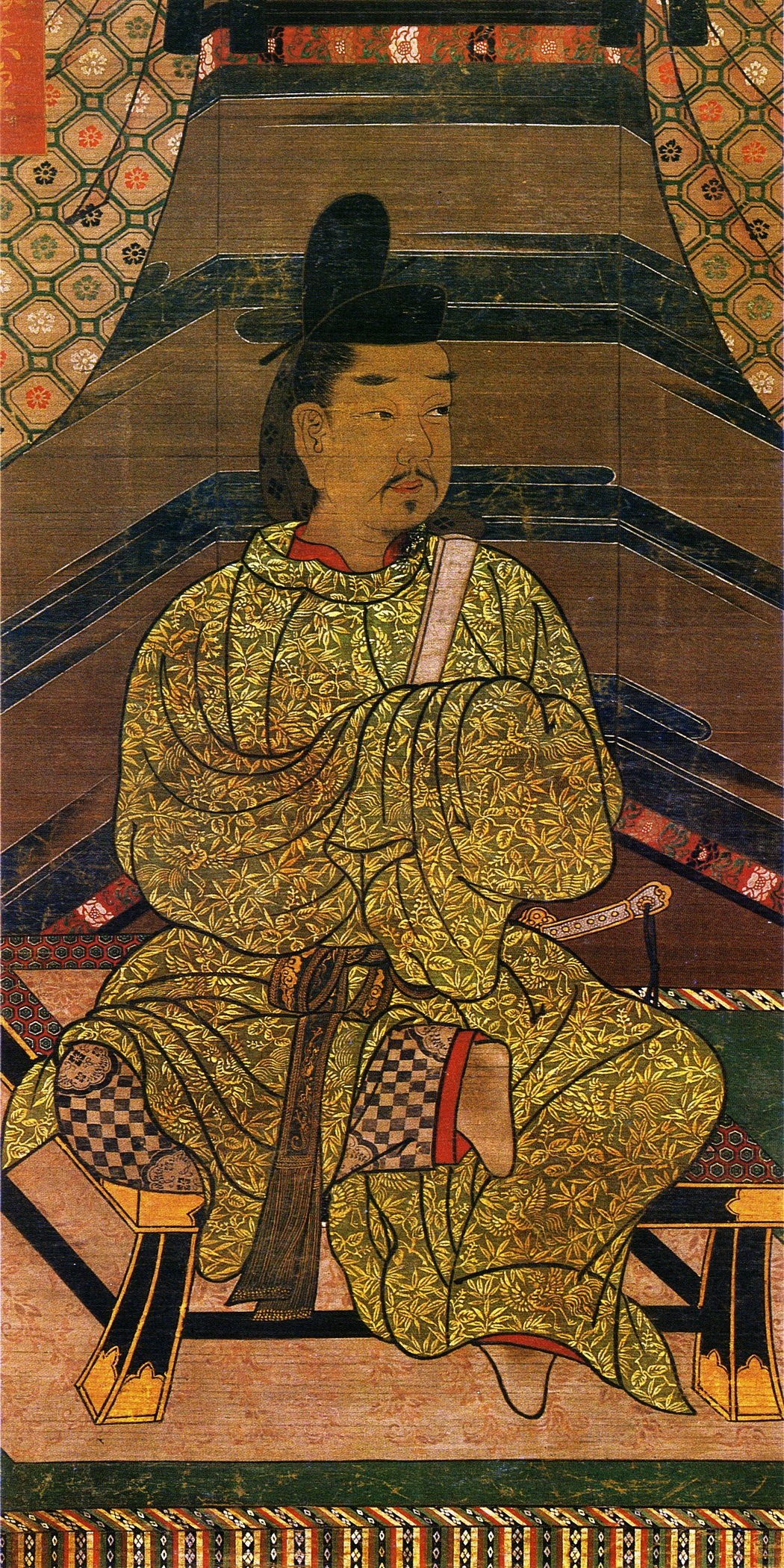
Дайго 898-930 Император Японии
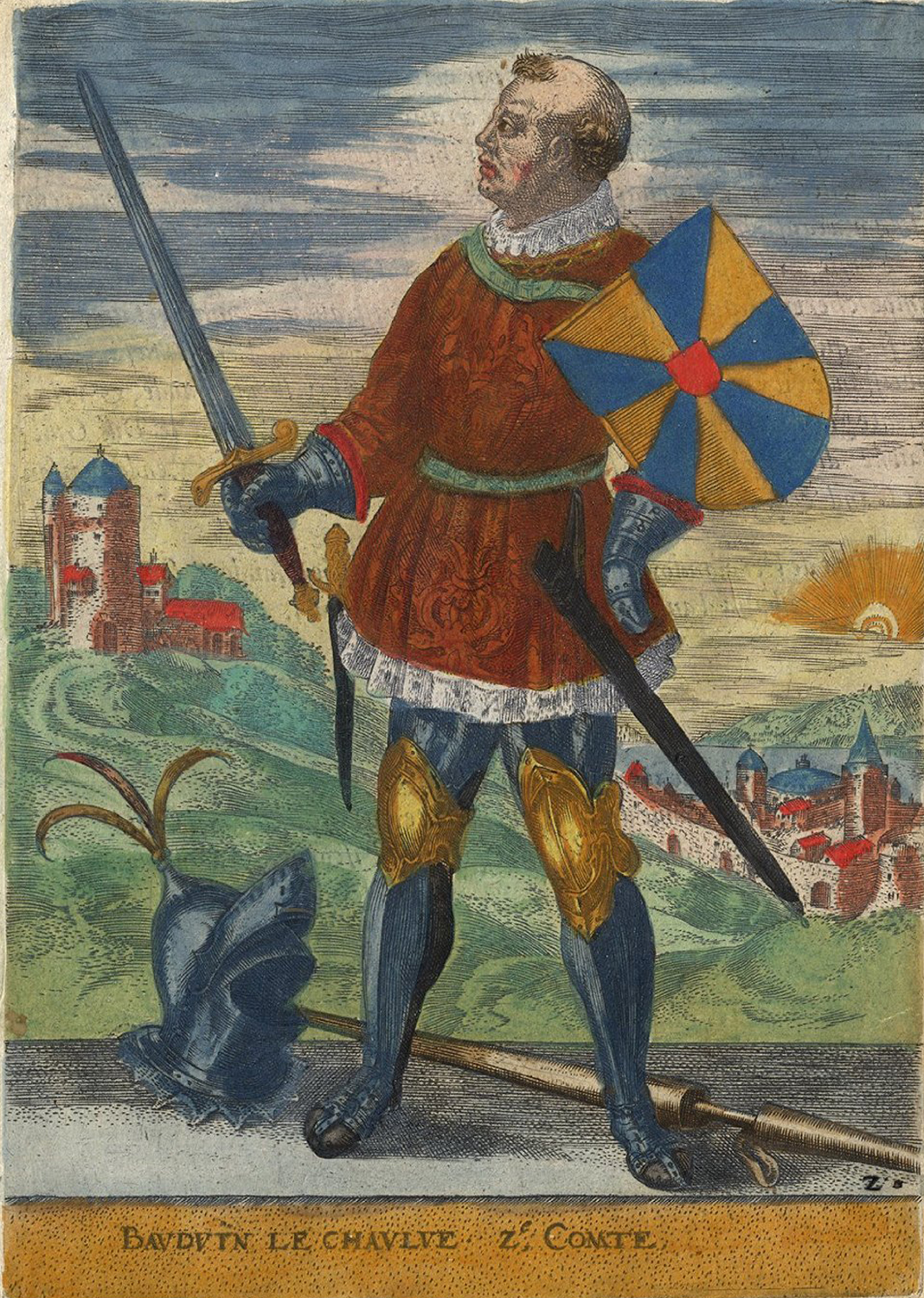
Бодуэн II 879-918 Граф Фландрский
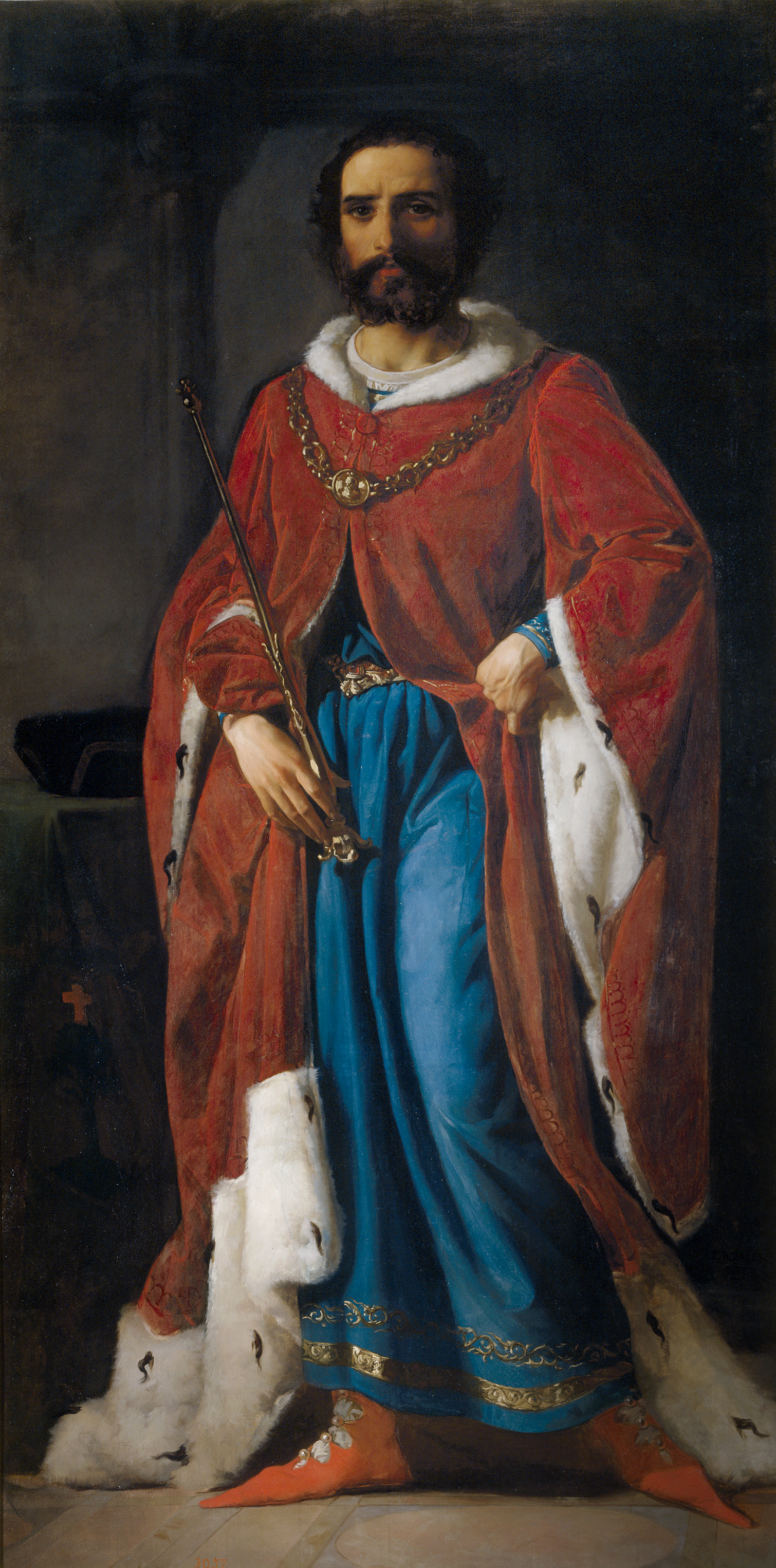
Галиндо II Аснарес 893-922 Граф Арагона
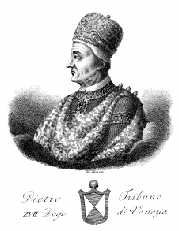
Пьетро Трибуно 888-912 Дож Венеции
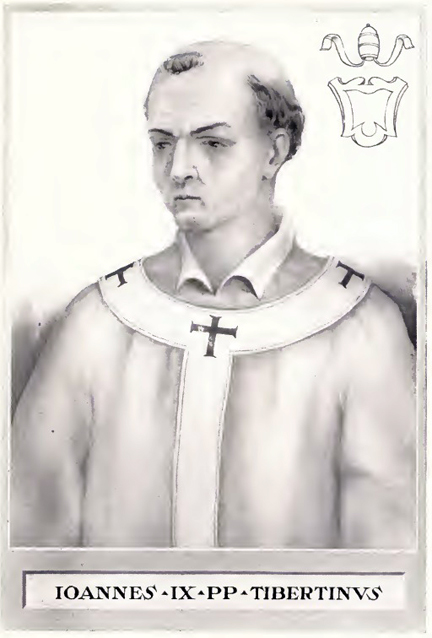
Иоанн IX 898-900 Папа римский